# Giuseppe Ignazio Trevisani
Giuseppe Ignazio Trevisani (Fermo, 25 novembre 1817 – Fermo, 27 dicembre 1893) è stato un politico italiano.

## Biografia
Fu eletto deputato all'Assemblea costituente della Repubblica Romana (1849)
Fu eletto deputato del Regno d'Italia nella IX, X, XI, XIII, XIV per il collegio di Fermo e nella XV legislatura per il collegio di Ascoli Piceno.
Fu nominato senatore del Regno d'Italia nella XVII legislatura